# Mohamed Yasser
Mohamed Yasser Nour (El Mansura, 5 de mayo de 2001) es un futbolista egipcio que juega en la demarcación de delantero para el Teplice de la Liga de Fútbol de la República Checa.